# Karl Harst
Karl Harst foi um diplomata do século XVI do Ducado Alemão de Cleves.
Ele foi o representante do duque de Cleves em Londres durante o casamento de Henrique VIII da Inglaterra com a sua quarta esposa, Ana de Cleves.